# Èli Tsion Ve-Areiha
Vous lisez un « bon article » labellisé en 2015.
Èli Tsion Ve-Areiha (hébreu : אֱלִי צִיּוֹן וְעָרֶיהָ « Lamente-toi, Sion et ses villes ») est une kina (élégie) pour le jeûne du 9 av, clôturant la lecture des kinot de l’office du matin dans le rite ashkénaze.

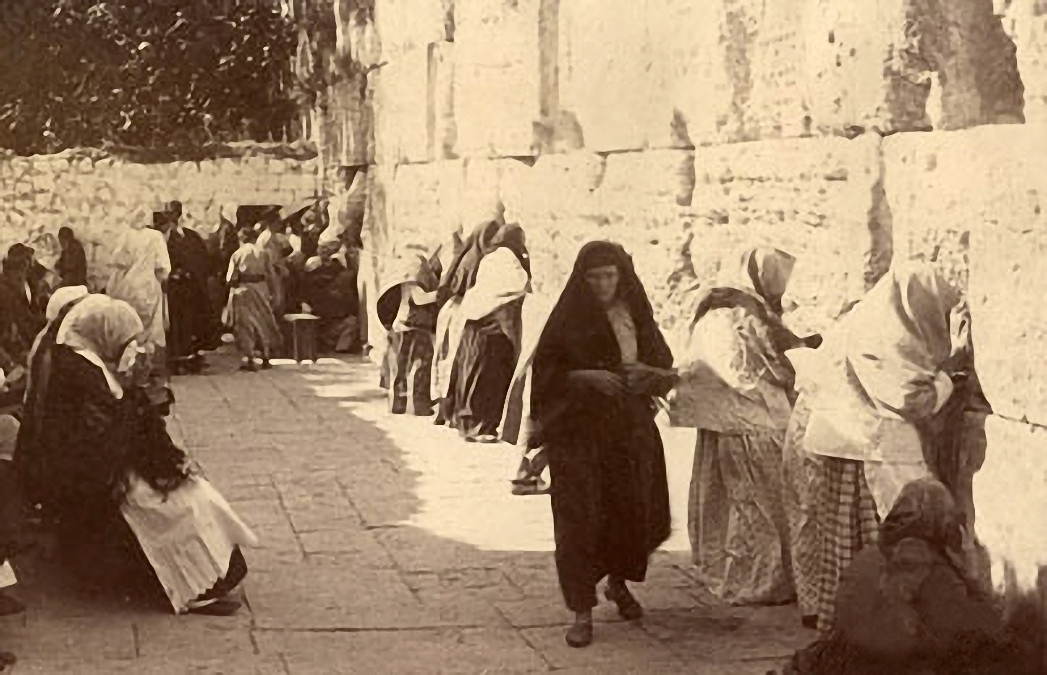
Pèlerins juifs devant le Mur occidental, pleurant Jérusalem et le Temple, vers 1900.

Inspirée du Livre des Lamentations, cette pièce liturgique juive est construite en acrostiche, égrenant au fil de l’alphabet hébreu les calamités qui s’abattent sur les Judéens lors de la destruction des Temples de Jérusalem et de la ville. Elle suit dans sa structure les conventions des chants de Sion d’inspiration espagnole, parmi lesquels elle est classée.
Èli Tsion Ve-Areiha est connue pour sa mélodie distinctive, commune à l’ensemble des communautés ashkénazes et devenue symbolique du 9 av ainsi que des trois semaines qui le précèdent. La popularité de cette mélodie lui a permis de s’affranchir du registre liturgique pour devenir partie intégrante du folklore musical ashkénaze, inspirant de ce fait divers arrangements musicaux et d’autres kinot, profanes ou religieuses, jusqu’à nos jours.

## Présentation du poème

### Historique
Rien n’est connu de l’auteur d’Èli Tsion Ve-Areiha, ni le lieu de sa composition ou sa date (hormis la circulation des premiers manuscrits comportant le poème au XIVe siècle). Divers motifs formels comme l’adresse à Sion, l’intemporalité du poème, et des indices thématiques ou structurels rapprochent Èli Tsion Ve-Areiha des chants de Sion inspirés du Tsion halo tishali de Juda Halévi, suggérant que l’auteur serait, sinon Juda Halévi lui-même, l’un de ses imitateurs,,. Une certaine parenté a également été soulignée entre Èli Tsion Ve-Areiha et la kina Bat Tsion sham’ati, attribuée à « la fille du » ou « de Levi » dont le père serait Juda Halevi ou son contemporain Levi ibn al-Tabban.
La mélodie compterait selon certains parmi les Niggounim miSinaï, les plus anciens airs de la liturgie ashkénaze, composés entre les XIIe et XVe siècles,, ce que suggère son adoption par l’ensemble des communautés ashkénazes. Elle se retrouve pour la première fois sous forme écrite dans un manuscrit de Juda Elias de Hanovre daté de 1743-1744, sous une forme légèrement modifiée et apparaît ensuite dans divers livrets pour chantres des XVIIIe et XIXe siècles, consacrant ou attestant de son emploi dans l’ensemble de l’aire ashkénaze, de la Suède aux Sudètes et de l’Alsace à l’Ukraine,,.

### Thèmes
Comme nombre de kinot, Èli Tsion Ve-Areiha se fonde sur le précédent biblique du Livre des Lamentations, du point de vue thématique et au niveau lexical.
Le poète pleure, avec l’auteur biblique de la première Lamentation, la destruction de Jérusalem, la désertion de son Temple, l’exil et le meurtre de ses prêtres et Lévites, l’avilissement généralisé de ses nobles et notables, la mort de ses enfants et, en général, la fin d’un monde tandis que les ennemis de Dieu et d’Israël, qui profanent Sion et ses villes dans leurs recoins les plus intimes, s’en donnent à cœur joie. Il impute, comme l’auteur biblique, la responsabilité des malheurs de Jérusalem à ses habitants, oscillant entre les registres de la plainte et de la réprimande. Il recourt aux méthodes littéraires de son prédécesseur biblique, personnifiant Sion et employant l’acrostiche alphabétique (où le shin smali se substitue, dans le poème médiéval, au samekh), afin de décliner dans toutes les nuances imaginables le désastre qui frappe l’œil partout où il porte,.
Le poète dépasse cependant le sens originel des versets dont il s’inspire, lorsqu’il les confronte à d’autres versets bibliques, faisant maintes allusions aux traditions orales qui les entourent. Ainsi, le vers ʿAlei khavod asher gala… se base sur Lamentations 1:3 (galta Yehouda mèʿoni « Juda est allé en exil, accablé par la misère ») mais reprend la langue de 1 Samuel 4:21-22 (gala kavod meIsraël … gala kavod meIsraël « la gloire s’en est allée d’Israël … la gloire s’en est allée d’Israël »), la « gloire » devant à son tour être comprise comme la « nuée de gloire », c’est-à-dire la Shekhina (présence divine) qui, selon le Midrash, s’exile de Jérusalem en même temps que ses habitants,.
De même, en suivant le Talmud (T.B. Sanhédrin 104b) qui élabore sur la redondance des pleurs en Lamentations 1:2, le poète rapproche la « vierge, fille de Juda » (Lamentations 1:15) de la « vierge ceinte de cilice [qui] pleure l'époux de sa jeunesse » (Joël 1:8). Il fait ainsi ressortir la souffrance de Sion, pareille à celle de la jeune femme dont l’union a été officialisée mais non concrétisée car le promis, parti préparer leur foyer, est mort avant d’avoir pu la retrouver ; cette détresse, le poète l’associe aux douleurs d’une femme en couche (l’image est cette fois tirée d’Isaïe 21:3) car ces extrêmes de la souffrance se rencontrent et se confondent,,. Pour traduire ces douleurs, le poète emprunte au prophète le terme, unique dans la Bible mais fréquent dans les kinot, d’èli (« Lamente-toi ») qui évoque divers sons plaintifs. Pour le rabbin J.B. Soloveitchik, ces douleurs insoutenables symbolisent la peine éternelle qu’il convient d’éprouver pour Sion jusqu’à sa reconstruction, et qui ne s’arrête pas avec la conclusion de la lecture des kinot.
Toutefois, si l’image de la vierge en pleurs est désespérante parce qu’elle pleure sur son avenir perdu, celle de la femme en couche est porteuse d’une autre dimension, plus positive car elle suggère la naissance prochaine du Messie,,. Il semble que le poète-exégète joue allusivement sur la tension entre le sens premier des versets qu’il convoque et les interprétations qu’en ont tiré les rabbins, entre le verset empli de désespoir — « personne ne la console  » (Lamentations 1:2, littéralement : « elle n’a pas de consolateur »), et son commentaire midrashique qui, tirant parti d’une tournure commune à Lamentations 1:2 et le verset Genèse 11:30 a priori non-apparenté, en émousse l’amertume — « tout endroit où il est écrit "elle n’a pas", elle en aura plus tard ainsi qu’il est écrit (Genèse 11:30) : "Saraï était stérile, elle n’avait [pas] d’enfant" » (Lamentations Rabba 1:26). Cette tension traverse l’élégie, le poète jouant tout au long du texte sur l’homophonie d’èli (אֱלִי, ponctué avec un hataf segol, construit sur la racine ʾ-L-H), avec eli (אֵלִי « mon Dieu », ponctué avec un tsere, construit sur la racine ʾ-L) : en interpellant Sion, il prend subtilement Dieu à témoin des malheurs de la ville et de son peuple, avant de s’adresser directement à Lui dans les deux derniers versets, où il le prie d’entendre les suppliques des orants dans la détresse car son Nom a été profané par leurs humiliations.

### Structure
Si le poème puise son inspiration aux sources de la Bible et du Midrash, sa structure obéit aux canons de la poésie juive médiévale. Il comporte douze stances de quatre vers rimés, divisés en deux vers de deux hémistiches introduits en alternance par ʿalei et vèʿal (« sur […] et sur … »). Chacun de ces vers suit une métrique modelée sur Tsion halo tishali bien que simplifiée, consistant en une double séquence d’un yated (syllabe brève) et deux tnou’ot (syllabes longues) soit, en scansion, — ∪ ∪ — ∪ ∪.
Au sein de cette structure, le poète multiplie les sonorités en al, [l]ei et [h]a, combinées dans la rime -[r]eiha, évoquant de la sorte les soupirs et ululements plaintifs associés à èli, comme ah, aï et alelaï. Il pourrait s’être inspiré en cela de la kina Bat Tsion sham'ati, avec laquelle il partage en outre la rime -reiha ainsi que la citation de Joël 1:8 et le dialogue avec la colline de Sion personnifiée,.

### Mélodie

Refrain d’Èli Tsion Ve-Areiha.

La mélodie d’Èli Tsion Ve-Areiha suit le mode musical éolien 3/4 ou 4/4 dont les sons sont ceux de la gamme mineure naturelle. Elle est composée de quatre unités identiques qui épousent assez fidèlement la métrique du poème.
Emanuel Kirschner rapproche son refrain de Die Frau zur Weissenburg, une ballade courtoise allemande du XVe siècle, dérivée des Souterliedekens visant à mettre en musique le Psaume 137. Ces mélodies, desquelles proviendrait aussi la mélodie de Maoz Tsour, chant traditionnel de la fête de Hanoucca, convoieraient toutes une prière à Dieu de recevoir la force de survivre à une période turbulente et de se reconstruire ensuite,. Abraham Zvi Idelsohn y voyait quant à lui l’influence d’un motif mélodique qui se serait retrouvé dans les chants séfarades des Balkans, un chant populaire espagnol du XVIIe siècle ou un chant tchèque de la même période. Une parenté a également été proposée avec Puer natus in Bethlehem, un choral de la Nativité, et une mélodie de pèlerins de Saint-Jacques-de-Compostelle. Ces hypothèses ne portant que sur un motif particulier et non sur la mélodie dans son ensemble, il pourrait s'agir d’une mélodie de « migrants » répandue à travers l’Europe.
La mélodie, quelle qu’en soit l’origine, a rapidement et durablement trouvé son public, devenant le symbole du 9 av puis de l’ensemble de la période de deuil pour les Temples. C’est ainsi qu’elle est adoptée pour le Lekha Dodi du Shabbat Hazon, le dernier des trois chabbatot précédant le 9 av, et pour le Cantique des Degrés en préambule à l’action de grâces qui suit le repas. De même, les congrégations qui clôturent les lamentations du matin avec la kina Az bè’hataeinou, fredonnent la mélodie d’Èli Tsion pour les ultimes couplets afin de terminer sur la même note,,,,.
Èli Tsion Ve-Areiha concluant les kinot, l’usage commun, également suivi par les communautés hassidiques de Karlin, Belz et Bobov, est de se lever pour la réciter après avoir passé l’office du matin assis à même le sol ou sur une chaise basse, en signe de deuil. L'assemblée chante le refrain lentement (et, dans certaines congrégations, deux fois) pour le répéter de plus en plus vite après chaque quatrain, passant progressivement d’une tonalité austère à une atmosphère plus optimiste voire joyeuse. Cependant, cet usage est fortement désapprouvé par les grands décisionnaires qui rappellent qu’Èli Tsion est une kina et non un chant de consolation, et le rabbin Shmuel Auerbach, comptant parmi les grands dirigeants contemporains du judaïsme ultra-orthodoxe non-hassidique, prescrit même de ne pas la chanter du tout,,.

### Texte hébraïque et traduction
| #       | Traduction, | Transcription | Hébreu |
| ------- | --- | --- | --- |
| Refrain | Lamente-toi, Sion et ses villes, comme une femme dans ses douleurs et comme une vierge ceinte d’un sac pour le mari de sa jeunesse | Èli Tsion ve-areiha kemo isha bètsireiha vèkhivtoula ’hagourat-sak ʿal baʿal nèʿoureiha | אֱלִי צִיּוֹן וְעָרֶֽיהָ, כְּמוֹ אִשָּׁה בְּצִירֶֽיהָ, וְכִבְתוּלָה חֲגֽוּרַת-שַׂק, עַל בַּֽעַל נְעוּרֶֽיהָ                                                                              |
| 1       | [Gémis] sur le palais qui a été abandonné, par la faute de son troupeau, et sur la venue de ceux qui raillent Dieu dans les chambres du sanctuaire. Sur l’exil des serviteurs de Dieu, les chanteurs aimables de Ses chants, et sur leur sang qui fut versé comme les eaux de ses fleuves. Refrain                               | ʿAlei armon asher noutash, beashmat tson ʿadareiha vèʿal biat mè’harfei El, betokh Mikdash ’hadareiha. ʿAlei galout meshartei El, neʿïmei shir zemareiha vèʿal damam asher shoupakh kemo meïmei yèoreiha | עֲלֵי אַרְמוֹן אֲשֶׁר נֻטַּשׁ, בְּאַשְׁמַת צֹאן עֲדָרֶֽיהָ, וְעַל בִּיאַת מְחָרְפֵי אֵל, בְּתוֹךְ מִקְדַּשׁ חֲדָרֶֽיהָ. עֲלֵי גָלוּת מְשָֽׁרְתֵי אֵל, נְעִימֵי שִׁיר זְמָרֶֽיהָ, וְעַל דָּמָם אֲשֶׁר שֻׁפַּךְ כְּמוֹ מֵימֵי יְאוֹרֶֽיה. |
| 2       | Sur la causerie de ses danseurs qui s’est faite silencieuse dans ses villes, et sur le conseil qui est détruit et [sur] l’annulation de ses sanhédrins Sur les sacrifices de ses offrandes perpétuelles et les rachats de ses premiers-nés et sur la profanation des ustensiles du palais et [de] l’autel de ses encens. Refrain | ʿAlei heggion mè’holeiha, asher damam bèʿareiha vèʿal vaʿad asher shamem ouvitoul sanhedreiha. ʿAlei ziv’hei temideiha oufidiyonei bèkhoreiha vèʿal ’hiloul kelei heikhal oumizbea’h ketoreiha.          | עֲלֵי הֶגְיוֹן מְחוֹלֶֽיהָ, אֲשֶׁר דָּמַם בְּעָרֶֽיהָ, וְעַל וַֽעַד אֲשֶׁר שָׁמַם וּבִטּוּל סַנְהֶדְרֶֽיהָ. עֲלֵי זִבְחֵי תְמִידֶֽיהָ וּפִדְיוֹנֵי בְּכוֹרֶֽיהָ, וְעַל חִלּוּל כְּלֵי הֵיכָל וּמִזְבֵּֽחַ קְטוֹרֶֽיהָ.              |
| 3       | Sur les enfants de ses rois, les fils de David, ses seigneurs, et sur leur beauté qui s’est assombrie lorsqu’on a retiré ses couronnes. Sur la gloire qui s’exila lorsqu’on a détruit ses sanctuaires et sur l’oppresseur qui opprima et mit des sacs à ses ceintures. Refrain                                                   | ʿAlei tafei mèlakheiha, benei David, guevireiha, vèʿal yofiam asher ’hashakh bèʿèt sarou ketareiha. ʿAlei khavod asher gala bèʿèt ’horban devireiha vèʿal lo’hets asher la’hats vè-sam sakim ’hagoreiha. | עֲלֵי טַפֵּי מְלָכֶֽיהָ בְּנֵי דָוִד גְּבִירֶֽיהָ, וְעַל יׇפְיָם אֲשֶׁר חָשַׁךְ בְּעֵת סָֽרוּ כְּתָרֶֽיהָ. עֲלֵי כָבוֹד אֲשֶׁר גָּלָה בְּעֵת חׇרְבַּן דְּבִירֶֽיהָ, וְעַל לוֹחֵץ אֲשֶׁר לָחַץ וְשָׂם שַׂקִּים חֲגוֹרֶֽיהָ.            |
| 4       | Sur les plaies et les nombreux coups qu’ont reçus ses princes et sur l’écrasement sur le roc de ses nourrissons, de ses jeunes gens. Sur la joie de ses ennemis lorsqu’ils s’amusèrent de ses fractures et sur l’affliction des hommes libres, ses [hommes] généreux et ses hommes purs. Refrain                                 | ʿAlei ma’hats vèrov makot asher houkou nezireiha vèʿal nipouts elei salaʿ ʿavileiha nèʿareiha. ʿAlei sim’hat mèssaneiha bessa’hkam ʿal shèvareiha vèʿal ʿinouy benei ’horin nèdiveiha tèhoreiha.         | עֲלֵי מַֽחַץ וְרֹב מַכּוֹת אֲשֶׁר הֻכּוּ נְזִירֶֽיהָ, וְעַל נִפּוּץ אֱלֵי סֶֽלַע עֲוִילֶֽיהָ נְעָרֶֽיהָ. עֲלֵי שִׂמְחַת מְשַׂנְאֶֽיהָ בְּשׇׂחְקָם עַל שְׁבָרֶֽיהָ, וְעַל עִנּוּי בְּנֵי חוֹרִין נְדִיבֶֽיהָ טְהוֹרֶֽיהָ.            |
| 5       | Sur son péché qui a fait dévier, la voie des pas de ses pieds et sur les hordes de ses congrégations, ses ternis, ses noircis. Sur les voix de ses railleurs à l’heure où augmentèrent ses cadavres et sur l’excitation de ses insulteurs dans les cours de son sanctuaire. Refrain                                              | ʿAlei fashaʿ asher ʿavta, selol darekh ashoureiha vèʿal tsivʾot kèhaleiha, shezoufeiha she’horeiha. ʿAlei kolot mè’harfeiha bèʿèt rabou fègareiha vèʿal rigshat megadfeiha betokh Mishkan ’hatsareiha.   | עֲלֵי פֶֽשַׁע אֲשֶׁר עָֽוְתָה סְלוֹל דֶּֽרֶךְ אֲשׁוּרֶֽיהָ, וְעַל צִבְאוֹת קְהָלֶֽיהָ שְׁזוּפֶֽיהָ שְׁחוֹרֶֽיהָ. עֲלֵי קוֹלוֹת מְחׇרְפֶֽיהָ בְּעֵת רַֽבּוּ פְגָרֶֽיהָ, וְעַל רִגְשַׁת מְגַדְפֶֽיהָ בְּתוֹךְ מִשְׁכַּן חֲצֵרֶֽיהָ.            |
| 6       | Pour Ton Nom qui a été profané dans les bouches de ceux qui se sont levés contre les déprimés et pour la supplication qu’ils T’adresseront, écoute et entends leurs paroles. | ʿAlei Shimkha asher ’houlal befi kamei mètsareiha vèʿal ta’han yetsav’hou lakh keshouv oushma amareiha.                                                                                                  | עֲלֵי שִׁמְךָ אֲשֶׁר חֻלַּל בְּפִי קָמֵי מְצֵרֶֽיהָ, וְעַל תַּֽחַן יְצַוְּחוּ לָךְ קְשׁוֹב וּשְׁמַע אֲמָרֶֽיהָ.                                                                             |

## Devenirs du poème

### Èli Tsionet le folklore juif
Du fait de sa centralité dans la liturgie juive ashkénaze, Èli Tsion Ve-Areiha se détache progressivement du cadre synagogal et liturgique pour devenir l’un des chants populaires des Juifs ashkénazes. La mélodie connaît à ce titre divers arrangements musicaux au XXe siècle dont la paraphrase pour piano et violoncelle de Leo Zeitlin, considérée comme son chef-d’œuvre, et son adaptation pour piano et violon par Joseph Achron (1912), tous deux membres de la Nouvelle École Juive liée à la Société pour la Musique Juive Populaire de Saint-Pétersbourg qui visait à développer un art musical juif national.
Zeitlin utilise les partitions du Lider-zamelbukh far der yidisher shul un familie de son collègue Susman Kiselgof, qu’il combine avec la cantillation en usage dans les synagogues ashkénazes pour la lecture du Cantique des Cantiques lors de la Pâque juive. La conjonction de ces mélodies a priori incompatibles semble avoir été dictée par un choix compositionnel motivé par une idéologie sioniste.
Elle sert de base à Èli Tsion Ve-Nodedeiha (« Lamente-toi, Sion et ses errants »), une élégie d’Aharon Luboschitzky parue peu après la mort de Théodore Herzl, ainsi qu’à d’autres kinot modernes.

### Èli Tsionet la Shoah

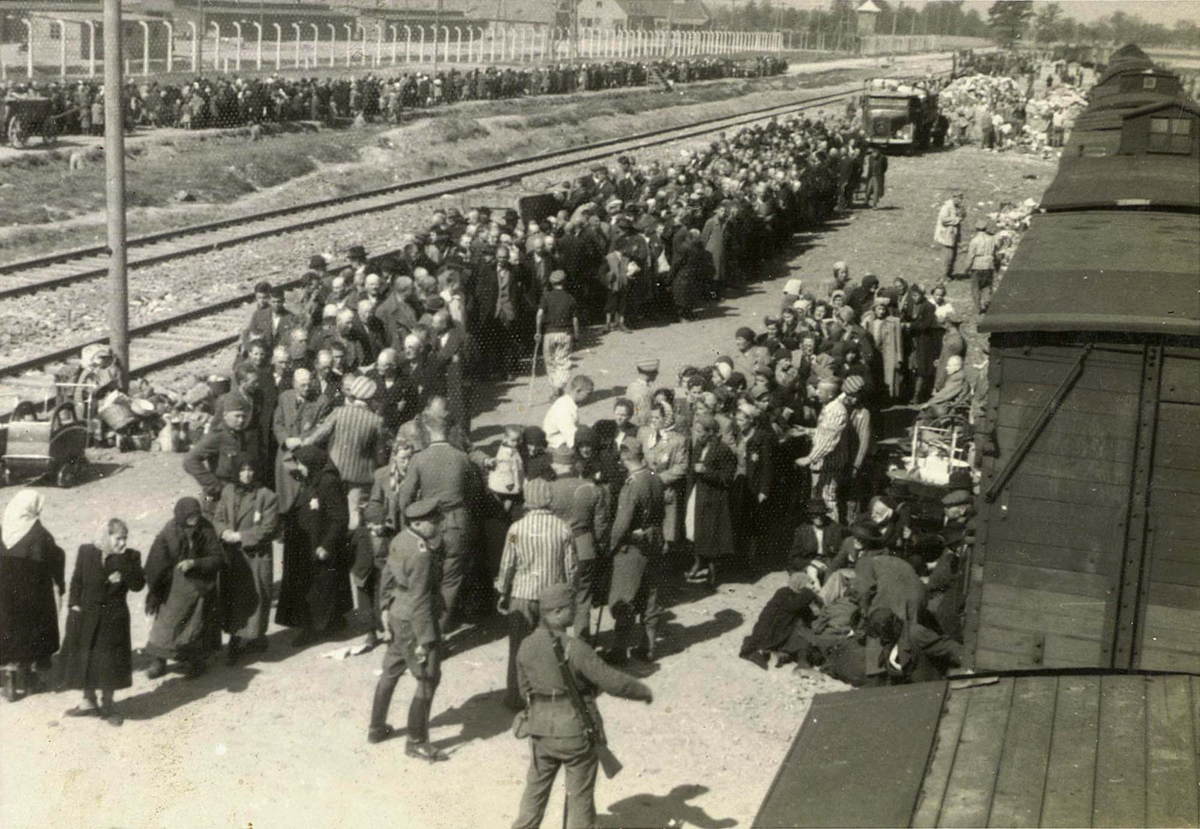
Birkenau, plate-forme de sélection des détenus pour le travail ou l’extermination par gazage.

Vers 1945, Yehouda Leib Bialer revient dans sa Varsovie natale après la Seconde Guerre mondiale. Placé à la tête de nombreuses instances juives visant à reconstruire des communautés détruites, il a lui-même perdu toute sa famille, à l’exception de son fils et sa fille aînés qui avaient pu l’accompagner dans sa fuite.
C’est dans ce contexte que, s’appuyant sur Èli Tsion Ve-Areiha, il écrit Èli Èli Nafshi Bekhi (« Gémis, gémis mon âme, pleure »), une nouvelle kina sur ce qui n’a pas encore de nom « officiel » mais qu’il appelle Shoah.
Le survivant ne s’adresse plus à Sion mais à son âme, lui enjoignant de pleurer, hurler sa complainte funèbre et se déchausser car « le feu a dévoré [le peuple d’]Israël ».
Il a abandonné nombre de contraintes stylistiques que s'était imposé son prédécesseur médiéval, ne conservant de l’alternance des ʿalei et ʿal que les ʿalei en début de stance. Il a également ajouté des quatrains et délaissé l’acrostiche.
Il use enfin d’un langage aussi cru et direct que celui du poète était voilé et allusif pour décrire des horreurs inédites jusque-là : le meurtre prémédité d’un peuple, sans pitié pour ses enfants et ses vieillards, les nourrissons arrachés à leurs parents et tués sous leurs yeux, la destruction totale de communautés entières où le sang des pères se mélange à celui des fils, les camps d’extermination où les détenus disparaissent sans même laisser d'ossements (Auschwitz, Treblinka et Maïdanek sont nommément cités), les wagons qui y mènent et la soif qui y règne parmi les gens serrés comme des allumettes, les viols dont celui des « 93 pures qui moururent ensemble » avant d’être avilies, les meurtres de masse dans les fosses communes, les livres de la Torah que les Nazis prenaient un plaisir particulier à profaner, les justes morts dans les chambres à gaz et les enfants dans les fosses ardentes, les morts en martyre ou dans la révolte des ghettos.
La kina pleure aussi le traumatisme sans précédent dans l’histoire du peuple juif, clamant son désespoir devant une haine du Juif sans fin ni fond, avant de s’achever, comme son modèle, sur une requête adressée à Dieu, celle d’être préservé des « hommes de sang ».
Publiée pour la première fois par le grand-rabbinat de Pologne en 1948 avant de paraître dans un recueil de poèmes en 1957, Èli Èli Nafshi Bekhi n’est pas la première des kinot sur la Shoah : en 1941, le rabbin Moïse Kalhenberg de Metz s’interroge sur le bien-fondé de la chose (il préfèrera finalement faire part de ses doutes sous forme poétique, en introduction à son commentaire sur le Livre des Lamentations) et deux ans plus tard, Shimon Kempler de Bochnia, en Galicie, écrit une Kina al HaShoah basée, comme celle de Y.L. Bialer, sur Èli Tsion Ve-Areiha pour pleurer les communautés galiciennes détruites, alors qu’il est sur le point d’être déporté à Auschwitz.
Cependant, son langage percutant et l’émotion qu’elle suscite en font le choix de ceux qui font circuler, en 1968, des feuillets séparés où figure la kina ainsi que l’un des poèmes d’Itzhak Katzenelson traduit en hébreu, « à réciter pour ceux qui le souhaitent ».
Après que les initiatives de ce genre se sont multipliées et alors que les grands décisionnaires de l’après-guerre publient une déclaration par laquelle ils font connaître leur opposition à l’introduction de ces kinot et d’autres dans la liturgie établie, Èli Èli Nafshi Bekhi est intégrée dans nombre de rituels orthodoxes modernes, dont celui des éditions Koren, et adoptée par l’Union des Synagogues représentant le judaïsme conservateur en Israël. Elle intègre le rite de dizaines de congrégations de rite ashkénaze et d’assemblées mixtes, qui la récitent après Èli Tsion Ve-Areiha, sur l'air de cette dernière,,,,.

### Èli Tsionet le désengagement israélien de la bande de Gaza
En 2007, un internaute s'identifiant comme Eliassaf ou Mitnahlon5 publie une kina également intitulée Èli Tsion Ve-Areiha sur un site du courant sioniste-religieux pour pleurer le désengagement israélien des implantations dans le Goush Katif, décidé par Ariel Sharon et effectué deux ans auparavant, au lendemain du 9 av,. La kina reprend le refrain de l’élégie médiévale ainsi que ses contraintes structurelles, utilisant le langage de la destruction des Temples pour décrire celle des implantations, substituant aux exilés les expulsés et aux Lévites servant Dieu les étudiants de sa Loi.
Une autre kina, intitulée Èli Katif Ve-Areiha, publiée deux ans plus tôt, aborde les mêmes thèmes et accuse plus explicitement les fils d’Ariel Sharon, Omri et Gilad (he), « conseillers » du projet. Elles rejoignent le répertoire des kinot pour les implantations dans le Goush Katif ou dans le nord de la Samarie, rédigées après leur évacuation ou démantèlement par ordre du gouvernement, calquées sur les kinot traditionnelles et destinées par leurs concepteurs à prendre la même place dans la liturgie car elles représentent à leurs yeux des catastrophes de la même ampleur.
Cette initiative suscite des réactions partagées au sein du rabbinat de ce courant : certains l’approuvent et comptent parfois eux-mêmes parmi les auteurs de ces nouvelles élégies tandis que d’autres déplorent le manque de proportions ainsi que le risque de dissension dans la société israélienne, sans nier le besoin de remémorer ces événements.